# Макмиллан, Дороти
Леди Дороти Эвелин Макмиллан (англ. Dorothy Evelyn Macmillan, в девичестве Кавендиш (англ. Cavendish), 28 июля 1900 — 21 мая 1966) — дочь 9-го герцога Девонширского, супруга премьер-министра Великобритании Гарольда Макмиллана.

## Биография
Дороти Эвелин Кавендиш родилась 28 июля 1900 года в семье 9-го герцога Девонширского Виктора Кавендиша и Эвелин Петти-Фицморис, дочери 5-го маркиза Лансдау. Всего в семье родилось семь детей: два сына и пять дочерей. Первые восемь лет жизни девочка провела в Холькер-холле и замке Лисмор, принадлежавшим её семье. Когда ей исполнилось восемь лет, отец унаследовал титул герцога Девонширского. Семья переехала в Чатсуорт-хаус. Дороти получала уроки французского и немецкого языка, верховой езды и гольфа. В возрасте 16 лет жила вместе с семьёй в Ридо-холле, когда её отец был премьер-министром Канады.
В 1920 году она вышла замуж за издателя и консервативного политика Гарольда Макмиллана, который работал вместе с отцом Дороти в Канаде. Их пышная и дорогая свадьба состоялась 21 апреля в церкви Святой Маргариты. На ней присутствовали члены королевской семьи, высшая аристократия, деятели искусства и литературы. Свадьба стала началом традиционного лондонского сезона для аристократов.
В 1957 году Гарольд стал премьер-министром Великобритании. На этом посту он был до 1963 года. Вместе супруги прожили 46 лет. В 1966 году Дороти умерла от инфаркта в родном имении Макмилланов, Восточный Суссекс. Супруг пережил её на 20 лет.
В браке родилось четверо детей:

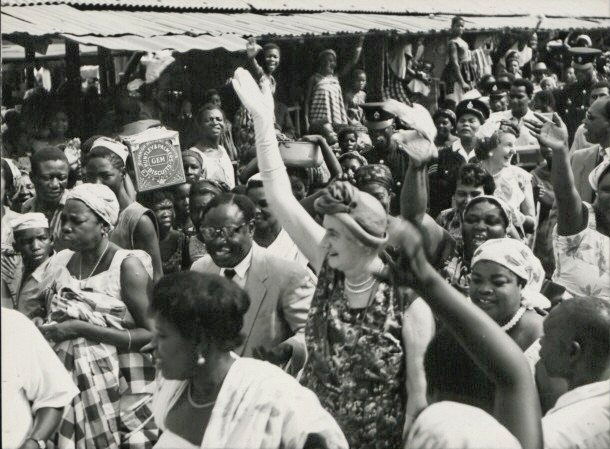
Леди Дороти Макмиллан в 1960 году.

- достопочтенный Морис Макмиллан[англ.] (1921—1984) — консервативный политик и издатель, был женат на достопочтенной Катрине  Маргарет Ормсби Гор[англ.], имели пятерых детей;
- леди Каролина Макмиллан[англ.] (1923—2016) — супруга Джулиана Фабера[англ.], имели пятерых детей;
- леди Катерина Макмиллан (1926—1991) — супруга Джулиана Эмери[англ.], барона Эмери из Ластли, британского консервативного политика, имели четверых детей;
- леди Сара Макмиллан(1930—1970) — имела проблемы с алкоголем, не выходила замуж, детей нет.